# Artaxerxes III de Pèrsia
|  | Per a altres significats, vegeu «Artaxerxes III (sassànida)». |

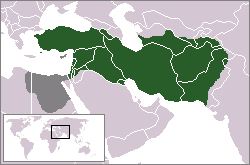
L'Imperi Persa al començament del regant d'Artaxerxes III (verd) i les seves conquestes (gris fosc)

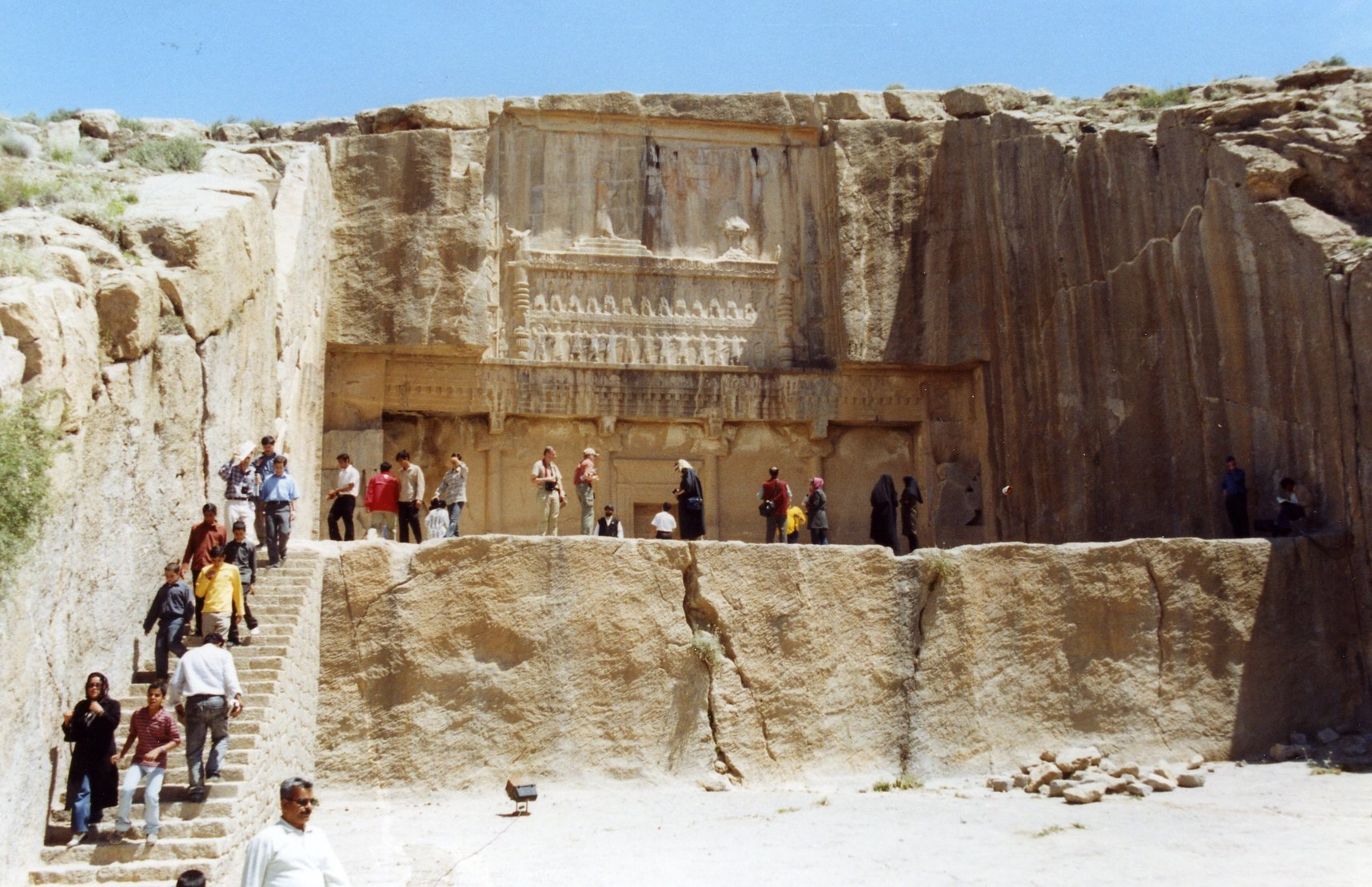
Tomba d'Artaxerxes III a Persèpolis

Artaxerxes III Ocos fou rei de reis de l'Imperi Persa del 358 aC al 338 aC. Era fill d'Artaxerxes II de Pèrsia Memnon i el va succeir a la seva mort.
Abans d'arribar a ser hereu, havia estat nomenat per aquest càrrec el seu germà Darios, però el príncep volia a una cortesana de gran bellesa de nom Aspàsia, que Artaxerxes no li va concedir perquè la volia per a ell mateix. Darios llavors va preparar un complot que fou descobert i li va costar la vida, i Ocos fou nomenat hereu. Va aconseguir també que foren assassinats dos germans més, Ariaspes i Arsames. Quan va arribar al tron va fer matar tots els prínceps que li podien disputar el poder, es diu que fins a vuitanta.
Com a hereu va posar fi a la rebel·lió dels principals sàtrapes de l'Àsia Menor, el de Mísia, Orontes, que es va sotmetre, i el de Frígia Ariobarzanes de Dascilios, aliat primer d'Atenes i després d'Esparta, que fou derrotat i va haver de fugir. Els rebels menors, com el sàtrapa de Cària, Mausolos, el de Bitínia, Bas, i el de Pont Ariobarzanes II es van mantenir amb un submissió nominal. Datames de Capadòcia i Paflagònia fou assassinat per Ariobarzanes de Frígia el 361 aC però el seu fill va romandre rebel, i la seva traïció no va evitar a Ariobarzanes la pèrdua del seu govern. El 353 aC el sàtrapa de Lídia Artabazos II, revoltat, va rebre ajut d'un exèrcit beoci sota el comandament de Panmenes, però la revolta fou aplanada.
El 350 aC va atacar Egipte però fou rebutjat. Algunes ciutats de Fenícia es van revoltar i el rei Evagores de Xipre es va sumar a l'aixecament. Sotmeses les ciutats rebels, Evagores fou assetjat a Salamina el 347 aC i finalment l'illa va quedar dominada pels perses el 344 aC. Llavors els perses van desembarcar a Egipte i moltes ciutats es van sotmetre. Un noble rellevant, Smatauitelfnakht, fou el primer noble a passar al partit persa. Pelúsium i Bubastis foren ocupades. El mateix Artaxerxes III i el seu eunuc Bagoes van dirigir les operacions al delta el 343 aC. El faraó Nectabeu II es va retirar a Memfis que va caure en poder dels perses i Nectabeu va haver de fugir al sud. Aleshores Egipte va tornar a quedar sotmès als Perses com ho havia estat fins mig segle abans. El país va quedar altra vegada com a satrapia essent nomenat sàtrapa Feràndares.
Aquell mateix any, a l'estiu, Pèrsia va signar un tractat d'amistat amb Macedònia. El 342 aC els soldats perses van sotmetre l'alt Egipte i Nectabeu va fugir a Núbia.
Segons Diodor de Sicília l'eunuc Bagoes va enverinar al rei el 338 aC junt amb tots els fills menys Arses i Bistanes, al primer dels quals va proclamar rei amb el nom de Xerxes III, però exercint ell mateix el poder. Una tauleta cuneiforme al Museu Britànic diu no obstant que va morir de mort natural.